# 89e bataillon de tirailleurs sénégalais
Le 89e Bataillon de Tirailleurs Sénégalais (ou 89e BTS) est un bataillon français des troupes coloniales.

## Création et différentes dénominations
- 01/01/1917: Création du 89e Bataillon de Tirailleurs Sénégalais à Fréjus
- 31/05/1917: Dissolution, les hommes sont répartis ainsi:
  - 1re compagnie passe au 61e BTS
  - 2e compagnie passe au 5e BTS
  - 3e compagnie passe au 62e BTS
  - 4e compagnie passe au 28e BTS

## Historique des garnisons, combats et batailles du89eBTS
- 26/04/1917: Le bataillon quitte Fréjus pour la zone des armées
- 28/04/1917: Arrivée à Clermont
- 01/05/1917: Cantonnement à Nanteuil-lès-Meaux
- 19/05/1917: Déplacement à Trilport
- 20/05/1917: Débarquement à Lure puis cantonnement à Vouhenans

### Sources et bibliographie
Mémoire des Hommes